# Diala megapicalis
Diala megapicalis is een slakkensoort uit de familie van de Dialidae. De wetenschappelijke naam van de soort is voor het eerst geldig gepubliceerd in 1992 door Ponder & de Keyzer.